# 石田與純
石田 與純（いしだ よしずみ）は、安土桃山時代から江戸時代の武将。仙台藩重臣。主君伊達政宗に殉死した。

## 生涯
天正17年（1589年）、伊達氏家臣・大波長成の二男として生まれる。幼名は源吉。
14歳のとき、伏見において主君・伊達政宗の近習に抜擢され、跡取りの居なかった名取郡岩沼城主・石田宗朝の婿養子に迎えられて與純と名乗る。石田氏は伊達氏庶流で、初代伊達朝宗の四男・為家を祖とし（紀州伊達家と同祖）、伊達郡石田（現：伊達市霊山町石田）を本拠としていた。
石田家入嗣後も、與純は引き続き政宗の近習として、政宗の最晩年に至るまで近侍し続け、寛永13年（1636年）5月22日、江戸で病床に伏していた政宗に殉死を願い出て、許可された。24日に政宗が死去すると、将軍徳川家光は仙台藩邸に使者を遣わし、殉死を止め跡取りの伊達忠宗によく仕えるように命じた。石母田宗頼・佐々元綱はこれにより殉死を断念したが、與純、茂庭采女兼綱らは上使の老中酒井忠勝らに対し、謝意を述べながらも強く殉死を願ったため、ついに殉死が許可されることになった。
與純は政宗の柩に先行して仙台に戻り、政宗葬儀の2日前の6月21日に若林城下の私邸において切腹した。享年48。この時、與純の家来である青柳伝右衛門・加藤三右衛門の2人が、與純に殉死した。辞世の句は、 「曇りなき月のあととふ山のはの道も涼しき松風の音」與純ら殉死者15名および青柳・加藤ら殉死者に殉死した5名の墓は、政宗を祀った瑞鳳殿本殿の両脇に配置されている。
嫡男の常員が家督を相続し、石田家は一族の家格に列していたが、享保9年（1724年）8月、常員の子・常治が罪を得て改易された。元文元年（1736年）5月、政宗百回忌法要の際に、常治の子・新之丞が50俵をもって御家再興を許されたものの、宝暦3年（1753年）に新之丞が跡取りを残さず死去したため無嗣断絶となった。なお、石田家には石田大膳（宗朝の叔父または弟）を祖とする分家があり、こちらは幕末に至るまで存続している。

## 系譜
- 父：大波長成
- 養父：石田宗朝
- 正室：石田宗朝の娘
  - 石田常員 - 嫡男